# 加勒比黑巨口魚
加勒比黑巨口魚（学名：Melanostomias macrophotus）为輻鰭魚綱巨口鱼目巨口鱼科的其中一種。分布於全球三大洋海域，為深海魚類，棲息深度530-945公尺。

## 扩展阅读
維基物種上的相關：加勒比黑巨口魚